# Kvalifikace na Mistrovství světa ve fotbale 2002 (UEFA) – skupina 7
Zápasy této kvalifikační skupiny na Mistrovství světa ve fotbale 2002 se konaly v letech 2000 a 2001. Z pěti účastníků si postup na závěrečný turnaj vybojoval vítěz skupiny. Celek na druhém místě hrál baráž.

## Tabulka
| Tým                 | Z | V | R | P | GV | GI | +/− | B  |
| ------------------- | - | - | - | - | -- | -- | --- | -- |
| Španělsko           | 8 | 6 | 2 | 0 | 21 | 4  | 17  | 20 |
| Rakousko            | 8 | 4 | 3 | 1 | 10 | 8  | 2   | 15 |
| Izrael              | 8 | 3 | 3 | 2 | 11 | 7  | 4   | 12 |
| Bosna a Hercegovina | 8 | 2 | 2 | 4 | 12 | 12 | 0   | 8  |
| Lichtenštejnsko     | 8 | 0 | 0 | 8 | 0  | 23 | −23 | 0  |

## Zápasy
| 2. září 2000                                |          | |                                                       |
| Bosna a Hercegovina                         | 1 – 2    | Španělsko                                                                                             | Stadium Asim Ferhatović Hase, Sarajevo diváci: 28 700 |
| Elvir Baljić 41' 64' Hasan Salihamidžić 50' | (Report) | Gerard López 38' Iván Helguera 51' Sergi Barjuán 56' Joseba Etxeberria 72' Francisco Jémez Martín 78' | Stadium Asim Ferhatović Hase, Sarajevo diváci: 28 700 |

| 3. září 2000                                  |          |                 |                                    |
| Izrael                                        | 2 – 0    | Lichtenštejnsko | Ramat Gan, Tel Aviv diváci: 19 000 |
| Alon Mizrahi 1' Tal Banin 64' Pini Balili 80' | (Report) |                 | Ramat Gan, Tel Aviv diváci: 19 000 |

| 7. října 2000                                             |          |                                                               |                                |
| Lichtenštejnsko                                           | 0 – 1    | Rakousko                                                      | Rheinpark, Vaduz diváci: 3 548 |
| Martin Telser 14' Patrick Hefti 33' Michael Stocklasa 73' | (Report) | Thomas Flögel 20' Roland Kirchler 43' Richard Kitzbichler 71' | Rheinpark, Vaduz diváci: 3 548 |

| 7. října 2000                                          |          |                                 |                                                  |
| Španělsko                                              | 2 – 0    | Izrael                          | Stadium Santiago Bernabéu, Madrid diváci: 80 000 |
| Gerard López 20' Fernando Hierro 54' Pedro Munitis 65' | (Report) | Arik Benado 22' Haim Revivo 90' | Stadium Santiago Bernabéu, Madrid diváci: 80 000 |

| 11. října 2000                                                                       |          |                                                                 |                                    |
| Izrael                                                                               | 3 – 1    | Bosna a Hercegovina                                             | Ramat Gan, Tel Aviv diváci: 30 000 |
| Eyal Berkovic 12' Josef Abuksis 62' Adoram Keisi 63' Yaniv Katan 76' Haim Revivo 78' | (Report) | Bruno Akrapović 48' Hasan Salihamidžić 71', 89' Omer Joldić 82' | Ramat Gan, Tel Aviv diváci: 30 000 |

| 11. října 2000                                                            |          |                                       |                                            |
| Rakousko                                                                  | 1 – 1    | Španělsko                             | Stadium Ernst Happel, Vídeň diváci: 48 000 |
| Michael Baur 22' Thomas Flögel 23' Harald Cerny 28' Christian Mayrleb 55' | (Report) | Rubén Baraja 27' 36' Manuel Pablo 77' | Stadium Ernst Happel, Vídeň diváci: 48 000 |

| 24. března 2001                                              |          |                                                                        |                                 |
| Bosna a Hercegovina                                          | 1 – 1    | Rakousko                                                               | Kosevo, Sarajevo diváci: 25 000 |
| Sergej Barbarez 42' Bruno Akrapović 47' Faruk Hujdurović 84' | (Report) | Harald Cerny 30' Michael Baur 61' Markus Schopp 75' Martin Stranzl 90' | Kosevo, Sarajevo diváci: 25 000 |

| 24. března 2001                                                                 |          |                                                        |                                          |
| Španělsko                                                                       | 5 – 0    | Lichtenštejnsko                                        | Jose Rico Perez, Alicante diváci: 30 000 |
| Iván Helguera 20' Gaizka Mendieta 36' 82' Fernando Hierro 55' Raúl González 67' | (Report) | Jürgen Ospelt 18' Martin Stocklasa 33' Peter Jehle 53' | Jose Rico Perez, Alicante diváci: 30 000 |

| 28. března 2001 |          |                                                                     |                                |
| Lichtenštejnsko | 0 – 3    | Bosna a Hercegovina                                                 | Rheinpark, Vaduz diváci: 3 400 |
|                 | (Report) | Sergej Barbarez 10' 20' 72' Hasan Salihamidžić 55' Almedin Hota 89' | Rheinpark, Vaduz diváci: 3 400 |

| 28. března 2001                                                                    |          |                                                       |                                            |
| Rakousko                                                                           | 2 – 1    | Izrael                                                | Stadium Ernst Happel, Vídeň diváci: 21 000 |
| Michael Baur 9' 14' Andreas Herzog 39' 41' Dietmar Kühbauer 40' Martin Stranzl 56' | (Report) | Michael Baur 6' (vl.) Amir Schelach 13' Tal Banin 39' | Stadium Ernst Happel, Vídeň diváci: 21 000 |

| 25. dubna 2001                                           |          |                                      |                                          |
| Rakousko                                                 | 2 – 0    | Lichtenštejnsko                      | Stadium Tivoli, Innsbruck diváci: 13 060 |
| Alfred Hörtnagl 23' Eduard Glieder 44' Thomas Flögel 75' | (Report) | Frédéric Gigon 53' Patrick Hefti 55' | Stadium Tivoli, Innsbruck diváci: 13 060 |

| 2. června 2001  |          |                                          |                                |
| Lichtenštejnsko | 0 – 3    | Izrael                                   | Rheinpark, Vaduz diváci: 1 650 |
|                 | (Report) | Haim Revivo 3' Idan Tal 7' Avi Nimni 18' | Rheinpark, Vaduz diváci: 1 650 |

| 2. června 2001                                                                     |          |                                                          |                                                |
| Španělsko                                                                          | 4 – 1    | Bosna a Hercegovina                                      | Stadium Carlos Tartiere, Oviedo diváci: 30 000 |
| Fernando Hierro 24' Javi Moreno 75' Pedro Munitis 80' Raul 89' Diego Tristan 90+1' | (Report) | Mirsad Bešlija 42' Mirsad Hibić 61' Faruk Hujdurović 70' | Stadium Carlos Tartiere, Oviedo diváci: 30 000 |

| 6. června 2001                                      |          |                                                      |                                    |
| Izrael                                              | 1 – 1    | Španělsko                                            | Ramat Gan, Tel Aviv diváci: 23 000 |
| Haim Revivo 5' Eyal Berkovic 19' Shimon Gershon 20' | (Report) | Rubén Baraja 36' Raúl González 64' Iván Helguera 90' | Ramat Gan, Tel Aviv diváci: 23 000 |

| 1. září 2001                                                            |          |              |                                                      |
| Bosna a Hercegovina                                                     | 0 – 0    | Izrael       | Stadium Asim Ferhatović Hase, Sarajevo diváci: 7 700 |
| Bruno Akrapović 46' Mirsad Bešlija 60' Edin Mujčin 71' Nermin Šabić 81' | (Report) | Idan Tal 55' | Stadium Asim Ferhatović Hase, Sarajevo diváci: 7 700 |

| 1. září 2001                                                       |          |                          |                                   |
| Španělsko                                                          | 4 – 0    | Rakousko                 | Mestalla, Valencia diváci: 31 661 |
| Diego Tristán 45' Fernando Morientes 79' 84' Gaizka Mendieta 90+1' | (Report) | Andreas Ibertsberger 53' | Mestalla, Valencia diváci: 31 661 |

| 5. září 2001                                                              |          |                                     |                                            |
| Rakousko                                                                  | 2 – 0    | Bosna a Hercegovina                 | Stadium Ernst Happel, Vídeň diváci: 23 200 |
| Thomas Flögel 8' Michael Baur 21' Andreas Herzog 38' 87' Ivica Vastić 55' | (Report) | Vedin Musić 18' Sergej Barbarez 66' | Stadium Ernst Happel, Vídeň diváci: 23 200 |

| 5. září 2001    |          |                                                           |                                |
| Lichtenštejnsko | 0 – 2    | Španělsko                                                 | Rheinpark, Vaduz diváci: 4 648 |
|                 | (Report) | Raúl González 19' Luis Enrique 34' Miguel Ángel Nadal 82' | Rheinpark, Vaduz diváci: 4 648 |

| 7. října 2001                                                             |          |                                            |                                    |
| Bosna a Hercegovina                                                       | 5 – 0    | Lichtenštejnsko                            | Bilino Polje, Zenica diváci: 6 000 |
| Muhamed Konjić 33' Elvir Baljić 45' 82' Nermin Šabić 69' Marijo Dodik 85' | (Report) | Patrick Hefti 28' Andreas Gerster 38', 45' | Bilino Polje, Zenica diváci: 6 000 |

| 27. října 2001                                                  |          | |                                    |
| Izrael                                                          | 1 – 1    | Rakousko | Ramat Gan, Tel Aviv diváci: 40 000 |
| Shimon Gershon 55' (pen.) 90+1' Josef Abuksis 55' Avi Nimni 87' | (Report) | Mario Haas 45+1' Ivica Vastić 56' Gerald Strafner 56' Markus Franz Hiden 79' Roman Wallner 84' Franz Wohlfahrt 87' Andreas Herzog 90+2' | Ramat Gan, Tel Aviv diváci: 40 000 |